# Gareth Farrelly
Gareth Farrelly (*Dublín, Irlanda, 28 de agosto de 1975), futbolista irlandés. Juega de volante y su primer equipo fue Home Farm.

## Selección nacional
Ha sido internacional con la Selección de fútbol de Irlanda, ha jugado 6 partidos internacionales.

## Clubes
| Club             | País       | Año       |
| ---------------- | ---------- | --------- |
| Aston Villa      | Inglaterra | 1992-1995 |
| Rotherham United | Inglaterra | 1995      |
| Aston Villa      | Inglaterra | 1995-1997 |
| Everton FC       | Inglaterra | 1997-1999 |
| Bolton Wanderers | Inglaterra | 1999-2003 |
| Rotherham United | Inglaterra | 2003      |
| Burnley FC       | Inglaterra | 2003      |
| Bradford City    | Inglaterra | 2003-2004 |
| Wigan Athletic   | Inglaterra | 2004      |
| Bohemians FC     | Irlanda    | 2004-2006 |
| Blackpool FC     | Inglaterra | 2006-     |

- Datos: Q5522843